# Fëanorovi synové
Fëanorovi synové byli pány Východního Beleriandu v Prvním věku Slunce. Byli syny Fëanora a Nernandel a vládci Noldor. Všech sedm jich spolu se svým otcem přísahalo, že budou pronásledovat kohokoliv, kdo si nárokuje silmaril, a za tuto přísahu tvrdě platili. Většina (4–6) jich zemřela v Prvním věku Slunce. Toto je seznam Fëanorových synů:
- Maedhros Pohledný – byl pánem Maedhrosovy marky a velkým válečníkem. Stejně jako Maglor litoval přísahy (nebo ji alespoň nenaplňoval tak bezohledně). Nakonec se mu podařilo získat jeden silmaril, ale ten pálil jeho ruku velmi nesnesitelně, proto se spolu s ním vrhl do nitra země (jeho silmaril je „silmaril ohně a země“).
- Maglor Básník – byl pánem Maglorovy brány a ze všech bratrů zdědil nejvíce matčiny trpělivé povahy. Ač přísahal, později toho velmi litoval (dokonce přemlouval Maedhrose aby svou přísahu zrušili). Maglorovi se podařilo nakonec získat silmaril, ale ten pálil jeho ruku nesnesitelně, takže jej odhodil do moře (jeho silmaril je „silmaril vody“). Maglor poté obcházel pobřeží a zpíval písně o žalu Noldor. S největší pravděpodobností žije dodnes.
- Celegorm Světlý – byl pánem Himladu a průsmyku Aglon. Nejčastěji vystupuje společně s Curufinem. Ve Valinoru byl velkým přítelem Oromëho. Celegorm byl zabit Diorem při druhém zabíjení elfů elfy.
- Caranthir Tmavý – byl pánem Dor Caranthiru. Stejně jako Celegorm, i on padl v Doriathu.
- Curufin Dovedný – byl společně s Celegormem pánem Himladu a průsmyku Aglon. Ze všech bratrů byl otci nejdražší a zdědil nejvíce jeho dovedností. Ty odkázal svému synu Celebrimborovi. Zemřel v Doriathu.
- Amrod – byl pánem rozptýleného loveckého lidu na jihu Východního Beleriandu. Zemřel při třetím zabíjení elfů elfy v Sirionských přístavech.
- Amras – byl nejdražší Nernandel. Když se Fëanor chystal do vyhnanství, žádala jej, aby jí alespoň jednoho syna nechal. Fëanor odmítl, ale později při pálení lodí v Losgaru přikázal loď, kde Amras spal, zapálit první.